# Сан-Ардо (Каліфорнія)
Сан-Ардо (англ. San Ardo) — переписна місцевість (CDP) в США, в окрузі Монтерей штату Каліфорнія. Населення — 392 особи (2020).

## Географія
Сан-Ардо розташований за координатами 36°1′25″ пн. ш. 120°54′26″ зх. д. / 36.02361° пн. ш. 120.90722° зх. д. (36.023699, -120.907307).  За даними Бюро перепису населення США в 2010 році переписна місцевість мала площу 1,16 км², уся площа — суходіл.

## Демографія
Згідно з переписом 2010 року, у переписній місцевості мешкало 517 осіб у 140 домогосподарствах у складі 111 родини. Густота населення становила 444 особи/км².  Було 158 помешкань (136/км²).
Расовий склад населення:
| - 48,7 % — білих - 1,0 % — азіатів - 0,6 % — корінних американців - 0,2 % — чорних або афроамериканців - 47,4 % — осіб інших рас |

До двох чи більше рас належало 2,1 %. Частка іспаномовних становила 70,2 % від усіх жителів.
За віковим діапазоном населення розподілялося таким чином: 35,8 % — особи молодші 18 років, 55,7 % — особи у віці 18—64 років, 8,5 % — особи у віці 65 років та старші. Медіана віку мешканця становила 26,6 року. На 100 осіб жіночої статі у переписній місцевості припадало 112,8 чоловіків;  на 100 жінок у віці від 18 років та старших — 129,0 чоловіків також старших 18 років.
Середній дохід на одне домашнє господарство  становив 39 247 доларів США (медіана — 40 375), а середній дохід на одну сім'ю — 40 349 доларів (медіана — 40 875). За межею бідності перебувало 28,8 % осіб, у тому числі 37,5 % дітей у віці до 18 років та 0,0 % осіб у віці 65 років та старших.
Цивільне працевлаштоване населення становило 204 особи. Основні галузі зайнятості: сільське господарство, лісництво, риболовля — 40,7 %, роздрібна торгівля — 11,8 %, освіта, охорона здоров'я та соціальна допомога — 11,3 %.